# Tosarhombus longimanus
Tosarhombus longimanus is een straalvinnige vissensoort uit de familie van botachtigen (Bothidae). De wetenschappelijke naam van de soort is voor het eerst geldig gepubliceerd in 1997 door Amaoka, Mihara & Rivaton.